# Dieter Blode
Dieter Blode (* 1. Februar 1941; † 22. August 2008) ist der deutsche Skatmeister des Jahres 2007 (Einzelmeisterschaft Herren).
Der aus Hamburg stammende und für Kleeblatt Harburg spielende Blode siegte bei der deutschen Meisterschaft des Deutschen Skatverbandes am 17. Juni 2007 in Oberwiesenthal mit 10.304 Punkten und 89:3 Spielen.
Er starb am 22. August 2008 an einem Krebsleiden.